# 希思罗交通枢纽
希思罗交通枢纽（英語：Heathrow Hub）是由前协和式客机飞行员乔克·洛威和奥雅纳集团前董事马克·博斯托克提案，旨在为希思罗机场扩能的计划。 
该提案在霍华德戴维斯爵士的机场委员会的中期施政报告中被列入候选名单。
希思罗枢纽提议将两条现有跑道的总长度延长至约七千米，并分为四段，使两条全长跑道可同时起降飞机。目标是在五年内不动用公款来完成建设。
届时希思罗机场的容量将增加一倍，同时将闲置机坪维持在一定比例以控制噪音。此外，晨间航班可能会沿着延长的跑道向西降落，使西伦敦免受飞机噪音之苦。其他降噪手段包括两级式降落和螺旋爬升。
希思罗交通枢纽概念包括在希思罗机场五号航站楼以北约2英里处新建一个公铁民航联运中心以适应旅客量的成长。这包括一个新航站楼、一个连接希思罗机场和西海岸干线和横贯铁路的新火车站，以及直通M25高速公路的联络线。
根据智囊团政策研究中心发表的一篇论文，希思罗交通枢纽的提议将耗资约100亿英镑，而位于谷物岛并由前伦敦市长鲍里斯·约翰逊推动的泰晤士河口机场的估计成本为650亿英镑。希思罗交通枢纽预计扩建成本约为125亿英镑（包括道路改线和新建车站）。委员会预计建设成本约为135亿英镑（高于希思罗交通枢纽建设方的预计）。
该提案的技术工作由国际工程咨询公司URS Corporation完成。